# Сіді-Ахмед ульд Усман
Сіді-Ахмед I ульд Усман (*д/н — 1828) — 5-й емір Адрару в 1803/1810—1828 роках. Провів важливі реформи.

## Життєпис
Походив з арабського клану ульд-джафрія. Син еміра Усмана I. Десь напочатку 1800-х років після смерті стрийка Іграа ульд Лефділа посів трон. Зосередився на проведенні реформ, спрямованих на зміцнення влади еміра. В результаті зміг підпорядкувати собі раду знаті (джемаа). Також закріпив за своєю лінією право спадкування трону.
За цим розширив владу на увесь регіон, встановивши кордони з Марокко, емірами Трарза і Тагант. Скориставшись внутрішньою боротьбою в Марокко скинув залежність від тамтешніх султанів.
Водночас активно сприяв торгівлі, налагодженню опадаткування, зокрема впровадив податок гаф для караванів. В результаті поліпшилася наповненість скарбниці. Помер 1828 року. Йому спадкував син Ахмед I.